# Antonio Genzano
Antonio Genzano (Roma, 22 ottobre 1955) è un ex calciatore italiano, di ruolo mezzala.

## Carriera
In carriera ha collezionato complessivamente 50 presenze in Serie A, tutte con la maglia del Cesena, dal 1981 al 1983, realizzando la rete con cui allo scadere del tempo i romagnoli il 31 gennaio 1982 sconfissero la Roma all'Olimpico.
Ha disputato inoltre cinque campionati di Serie B con le maglie di Sampdoria e Cesena, con all'attivo 94 presenze e 5 reti, mentre dal 1985 al 1987 ha militato in Serie C1 con la Casertana.